# Norra Bro
Norra Bro is een plaats in de gemeente Örebro in het landschap Närke en de provincie Örebro län in Zweden. De plaats heeft 531 inwoners (2005) en een oppervlakte van 72 hectare.